# Sicuani (distrito)
O Distrito peruano de Sicuani  é um dos 8 distritos da Província de Canchis, situada no Departamento de Cusco, pertencente a Região de Cusco, Peru

## Transporte
O distrito de Sicuani é servido pela seguinte rodovia:
- CU-125, que liga o distrito à cidade de Camanti
- PE-34G, que liga o distrito à cidade de Yauri (Região de Cusco)
- PE-3S, que liga o distrito de La Oroya à Ponte Desaguadero (Fronteira Bolívia-Peru) - e a rodovia boliviana Ruta 1 - no distrito de Desaguadero (Região de Puno)